# Kanton Ceyzériat
Der Kanton Ceyzériat ist ein französischer Wahlkreis im Département Ain in der Region Auvergne-Rhône-Alpes. Er umfasst 22 Gemeinden im Arrondissement Bourg-en-Bresse, sein bureau centralisateur ist in Ceyzériat.

## Gemeinden
Der Kanton besteht aus 22 Gemeinden mit insgesamt 26.838 Einwohnern (Stand: 1. Januar 2022) auf einer Gesamtfläche von 382,31 km²:
| Gemeinde                   | Einwohner 1. Januar 2022 | Fläche km² | Dichte Einw./km² | Code INSEE | Postleitzahl |
| -------------------------- | ------------------------ | ---------- | ---------------- | ---------- | ------------ |
| Certines                   | 1.518                    | 15,92      | 95               | 01069      | 01240        |
| Ceyzériat                  | 3.306                    | 9,36       | 353              | 01072      | 01250        |
| Chalamont                  | 2.544                    | 32,88      | 77               | 01074      | 01320        |
| Châtenay                   | 358                      | 14,95      | 24               | 01090      | 01320        |
| Châtillon-la-Palud         | 1.675                    | 14,01      | 120              | 01092      | 01320        |
| Crans                      | 316                      | 13,23      | 24               | 01129      | 01320        |
| Dompierre-sur-Veyle        | 1.225                    | 29,10      | 42               | 01145      | 01240        |
| Druillat                   | 1.144                    | 20,72      | 55               | 01151      | 01160        |
| Journans                   | 384                      | 2,43       | 158              | 01197      | 01250        |
| La Tranclière              | 288                      | 14,75      | 20               | 01425      | 01160        |
| Lent                       | 1.459                    | 31,48      | 46               | 01211      | 01240        |
| Le Plantay                 | 569                      | 19,96      | 29               | 01299      | 01330        |
| Montagnat                  | 2.164                    | 13,75      | 157              | 01254      | 01250        |
| Revonnas                   | 905                      | 7,75       | 117              | 01321      | 01250        |
| Saint-André-sur-Vieux-Jonc | 1.216                    | 24,22      | 50               | 01336      | 01240        |
| Saint-Just                 | 953                      | 3,38       | 282              | 01369      | 01250        |
| Saint-Martin-du-Mont       | 1.953                    | 28,09      | 70               | 01374      | 01160        |
| Saint-Nizier-le-Désert     | 922                      | 24,96      | 37               | 01381      | 01320        |
| Servas                     | 1.287                    | 13,05      | 99               | 01405      | 01240        |
| Tossiat                    | 1.389                    | 10,17      | 137              | 01422      | 01250        |
| Versailleux                | 500                      | 18,77      | 27               | 01434      | 01330        |
| Villette-sur-Ain           | 763                      | 19,38      | 39               | 01449      | 01320        |
| Kanton Ceyzériat           | 26.838                   | 382,31     | 70               | 0107       | –            |

Bis zur Neuordnung bestand der Kanton Ceyzériat aus den elf Gemeinden Bohas-Meyriat-Rignat, Ceyzériat, Cize, Drom, Grand-Corent, Hautecourt-Romanèche, Jasseron,  Ramasse, Revonnas, Simandre-sur-Suran und Villereversure. Sein Zuschnitt entsprach einer Fläche von 144,19 km2. Sein INSEE-Code (0107) blieb unverändert.

## Einwohner
| Bevölkerungsentwicklung | Bevölkerungsentwicklung |
| Jahr                    | Einwohner               |
| ----------------------- | ----------------------- |
| 1962                    | 4804                    |
| 1968                    | 5340                    |
| 1975                    | 5606                    |
| 1982                    | 6434                    |
| 1990                    | 6948                    |
| 1999                    | 7898                    |
| 2006                    | 8618                    |
| 2011                    | 9592                    |

## Politik
| Vertreter im conseil général des Départements | Vertreter im conseil général des Départements | Vertreter im conseil général des Départements |
| Amtszeit                                      | Name                                          | Partei                                        |
| --------------------------------------------- | --------------------------------------------- | --------------------------------------------- |
| 1994–2001                                     | Bernard Chanel                                | DVG                                           |
| 2001–2015                                     | Jean-Yves Flochon                             | UMP                                           |
| 2015–2028                                     | Jean-Yves Flochon Martine Tabouret            | UD                                            |